# Margarethe Nimsch

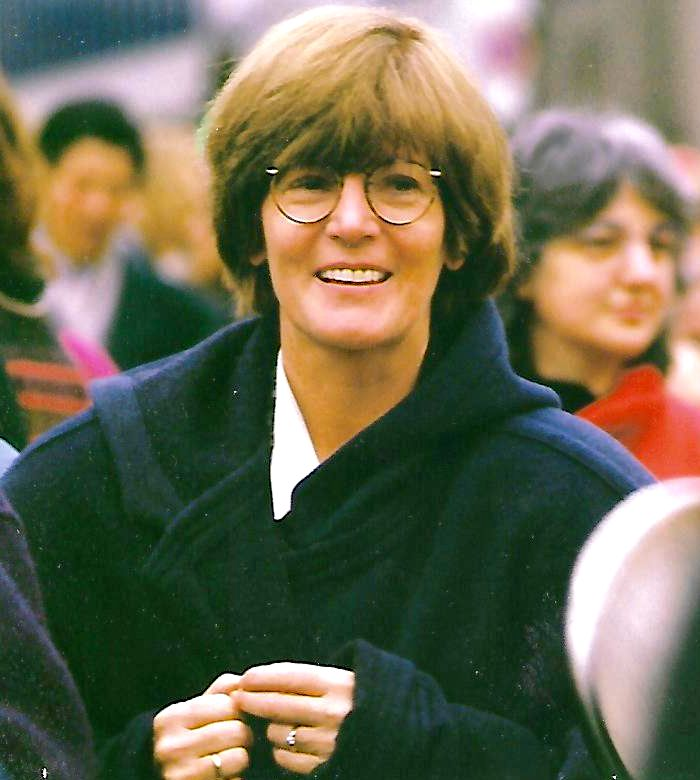
Margarethe Nimsch, 1995

Margarethe Nimsch (* 19. Januar 1940 in Lippe) ist eine deutsche Politikerin (Bündnis 90/Die Grünen), die vor allem in Hessen tätig war. Sie war von 1989 bis 1995 Dezernentin für Frauen und Gesundheit in Frankfurt am Main und von 1995 bis 1998 hessische Staatsministerin für Umwelt, Energie, Jugend, Familie und Gesundheit.

## Leben und Ausbildung
Margarethe Nimsch machte eine landwirtschaftliche Lehre und war danach Sekretärin und Stewardess. Sie lebte ab 1963 in Frankfurt am Main, wo sie nach dem Flugzeugabsturz ihres Mannes das Abitur auf dem dritten Bildungsweg nachholte und dann an der Johann Wolfgang Goethe-Universität Frankfurt am Main Rechtswissenschaft studierte. Später arbeitete sie als Rechtsanwältin und war 1977 Gründerin der ersten Frankfurter Anwältinnensozietät. Sie ist verwitwet und hat einen Sohn.

## Kommunalpolitische Arbeit in Frankfurt
Bei den Kommunalwahlen in Hessen 1985 wurde sie als unabhängige Vertreterin der autonomen Frauenbewegung auf der Liste der Grünen (sie trat der Partei 1993 bei) als Stadtverordnete in Frankfurt am Main gewählt und 1989 in diesem Mandat bestätigt.
Die erste rot-grüne Koalition in Frankfurt wählte Nimsch im Juni 1989 zur Dezernentin für Frauen und Gesundheit in den Frankfurter Magistrat. Büroleiterin im ersten Jahr war Dörthe Jung. Nimsch hatte das Amt sechs Jahre inne.
Nimsch setzte sich auf kommunalpolitischer Ebene für die Verbesserung der Lebens- und Arbeitsbedingungen von Frauen in unterschiedlichen Bereichen ein: durch Frauenförderung und Geschlechtergleichstellung in der Arbeitsmarkt- und Sozialpolitik, in der Stadtplanung und -gestaltung, im öffentlichen Nahverkehr, bei der Kinderbetreuung sowie in der Prävention sexueller Gewalt und Sicherheitsfragen. Zu diesen Themenfeldern führte die Dezernentin eine Reihe von öffentlichen „Frauen-Stadtgesprächen“ durch.
1994 stellte Nimsch die Gemeinnützige Frankfurter Frauenbeschäftigungsgesellschaft mbH (GFFB) der Öffentlichkeit vor. Die GFFB wurde aus öffentlichen Mitteln finanziert und sollte zu Beginn vor allem langzeitarbeitslosen Frauen helfen. Die heute regional und überregional operierende städtische Beratungs- und Bildungseinrichtung bereitet inzwischen gleichermaßen Frauen und Männer mit Aus- und Weiterbildungsprogrammen auf den Arbeitsmarkt vor.
Nimsch machte durch ihre Drogenpolitik von sich reden. Insbesondere mit der Einrichtung von Drogenkonsumräumen betrat sie Neuland und polarisierte damit. Der sogenannte Frankfurter Weg in der Drogenpolitik, den das Gesundheitsdezernat in den 1990er Jahren angestoßen hat, wurde drogenpolitisches Vorbild für Kommunen im In- und Ausland.
Am 13. März 1995 scheiterte die Wiederwahl von Nimsch an Gegenstimmen aus dem eigenen Lager. Diese Wahlniederlage führte zum Ende der rot-grünen Koalition im Stadtparlament (die Grünen hatten am 15. März 1995 die Koalition aufgekündigt) und zur Neuwahl des Oberbürgermeisters, bei der Andreas von Schoeler (SPD) Petra Roth (CDU) unterlag. Das Frauenressort wurde nach der Wahlniederlage von Nimsch dem Dezernat Recht, Sport und Wohnungswesen angegliedert, die dann zuständige Dezernentin bis 2001 war Sylvia Schenk (SPD).

## Hessische Staatsministerin
1995 trat Nimsch die Nachfolge von Iris Blaul an. Im Kabinett Eichel II war sie vom 10. Oktober 1995 bis zu ihrem Rücktritt am 24. März 1998 Ministerin für Umwelt, Energie, Jugend, Familie und Gesundheit.
Ihr Rücktritt wurde durch Vorwürfe ausgelöst, sie habe einer Bekannten und Parteifreundin Aufträge über rund 500.000 DM für ein Ausbildungsprojekt für Jugendliche ohne Ausschreibung zukommen lassen. Opposition und Teile der Medien sprachen von „Cousinenwirtschaft“. Margarethe Nimsch bestritt den Vorwurf fehlender Ausschreibungen, trat aber zurück, da die Unterstützung aus der eigenen Fraktion ausblieb. Die Untersuchung durch den Landesrechnungshof ergab 1998 keine Vergabe ohne notwendige Ausschreibung, aber in einigen Fällen seien die Grundsätze der Sparsamkeit und Wirtschaftlichkeit missachtet worden. Nachfolgerin als Ministerin wurde Priska Hinz.